# Adolf Anderssen
Adolf Anderssen (alemany: Karl Ernst Adolf Anderssen)  (Breslau, 6 de juliol de 1818 - Breslau, 13 de març de 1879) fou un mestre d'escacs prussià. Hom el considera el millor jugador mundial d'escacs en les dècades del 1850 i el 1860, tot i que fou "destronat" temporalment el 1858 per Paul Morphy.
Després de la seva derrota a mans de Steinitz el 1866, Anderssen va esdevenir el jugador de torneig amb més èxit a Europa, tot guanyant més o menys la meitat dels esdeveniments en què va participar, inclòs el Torneig de Baden-Baden de 1870, considerat comparable pel que fa al nivell dels seus participants als actuals "torneigs de súper GMs". De manera molt notable, Anderssen va assolir molts d'aquests èxits quan ja superava els 50 anys.
Anderssen és molt conegut encara actualment pel seu brillant joc d'atac i sacrificis, i particularment per la seva "Partida Immortal" (1851) i per la "Sempreviva" (1852). Fou una figura molt important en el desenvolupament dels problemes d'escacs, conduint la transició des de la "Vella Escola" de la composició de problemes a l'elegància i la complexitat de les composicions modernes.
També va ser un dels mestres d'escacs més simpàtics, que va esdevenir una referència pels seus companys del joc, i algú a qui els altres es dirigien per demanar consell o arbitratge.
|  |

## Biografia
Anderssen va néixer a Breslau (actualment Wrocław, Polònia), a la Província de Silèsia del Regne de Prússia, el 1818. Hi va viure durant la major part de la vida, compartint la casa i tenint cura de la seva mare vídua i de la seva germana soltera. Mai no es va casar. Anderssen es va graduar al gymnasium públic (equivalent a un institut d'ensenyament secundari) de Breslau i ingressà a la universitat, on hi estudià matemàtica i filosofia. Després de graduar-se, el 1847, als 29 anys, va entrar al Friedrichs-Gymnasium com a professor de matemàtica. Anderssen va viure una vida tranquil·la i responsable, com a respectable membre de la classe mitjana. La seva professió fou sempre l'ensenyament de les matemàtiques, mentre que el seu hobby i passió foren els escacs.
El seu pare li ensenyà a jugar quan tenia nou anys. Anderssen va dir que quan era petit, va aprendre l'estratègia del joc a partir d'una còpia del llibre de William Lewis Fifty Games between Labourdonnais and McDonnell (de 1835). Es dedicà de molt jove a la composició de problemes fins que a l'edat de vint-i-quatre anys publicà una obra sobre estudi de finals, Aufgaben für Schaspieler, que va tenir un gran èxit.
Començà als trenta anys a jugar seriosament entaulant un matx amb Daniel Harrwitz a cinc punts ambdós; aquell mateix any la revista d'escacs alemanya Illustrierte Zeitung li publicà el seu retrat, cosa que estava molt ben considerada en aquella època.
La seva carrera es desenvolupà ascendentment fins que li arribà el declivi el 1866 en perdre un matx contra Wilhelm Steinitz per (+6 -8).

## Jugador d'escacs

### Primers anys
|   | a | b | c | d | e | f | g | h |   |
| 8 | d8 blanques alfil · e8 blanques alfil · h8 blanques rei · h7 negres peó · h6 negres rei · f3 blanques peó · h3 negres peó · h2 blanques peó | d8 blanques alfil · e8 blanques alfil · h8 blanques rei · h7 negres peó · h6 negres rei · f3 blanques peó · h3 negres peó · h2 blanques peó | d8 blanques alfil · e8 blanques alfil · h8 blanques rei · h7 negres peó · h6 negres rei · f3 blanques peó · h3 negres peó · h2 blanques peó | d8 blanques alfil · e8 blanques alfil · h8 blanques rei · h7 negres peó · h6 negres rei · f3 blanques peó · h3 negres peó · h2 blanques peó | d8 blanques alfil · e8 blanques alfil · h8 blanques rei · h7 negres peó · h6 negres rei · f3 blanques peó · h3 negres peó · h2 blanques peó | d8 blanques alfil · e8 blanques alfil · h8 blanques rei · h7 negres peó · h6 negres rei · f3 blanques peó · h3 negres peó · h2 blanques peó | d8 blanques alfil · e8 blanques alfil · h8 blanques rei · h7 negres peó · h6 negres rei · f3 blanques peó · h3 negres peó · h2 blanques peó | d8 blanques alfil · e8 blanques alfil · h8 blanques rei · h7 negres peó · h6 negres rei · f3 blanques peó · h3 negres peó · h2 blanques peó | 8 |
| 7 | d8 blanques alfil · e8 blanques alfil · h8 blanques rei · h7 negres peó · h6 negres rei · f3 blanques peó · h3 negres peó · h2 blanques peó | d8 blanques alfil · e8 blanques alfil · h8 blanques rei · h7 negres peó · h6 negres rei · f3 blanques peó · h3 negres peó · h2 blanques peó | d8 blanques alfil · e8 blanques alfil · h8 blanques rei · h7 negres peó · h6 negres rei · f3 blanques peó · h3 negres peó · h2 blanques peó | d8 blanques alfil · e8 blanques alfil · h8 blanques rei · h7 negres peó · h6 negres rei · f3 blanques peó · h3 negres peó · h2 blanques peó | d8 blanques alfil · e8 blanques alfil · h8 blanques rei · h7 negres peó · h6 negres rei · f3 blanques peó · h3 negres peó · h2 blanques peó | d8 blanques alfil · e8 blanques alfil · h8 blanques rei · h7 negres peó · h6 negres rei · f3 blanques peó · h3 negres peó · h2 blanques peó | d8 blanques alfil · e8 blanques alfil · h8 blanques rei · h7 negres peó · h6 negres rei · f3 blanques peó · h3 negres peó · h2 blanques peó | d8 blanques alfil · e8 blanques alfil · h8 blanques rei · h7 negres peó · h6 negres rei · f3 blanques peó · h3 negres peó · h2 blanques peó | 7 |
| 6 | d8 blanques alfil · e8 blanques alfil · h8 blanques rei · h7 negres peó · h6 negres rei · f3 blanques peó · h3 negres peó · h2 blanques peó | d8 blanques alfil · e8 blanques alfil · h8 blanques rei · h7 negres peó · h6 negres rei · f3 blanques peó · h3 negres peó · h2 blanques peó | d8 blanques alfil · e8 blanques alfil · h8 blanques rei · h7 negres peó · h6 negres rei · f3 blanques peó · h3 negres peó · h2 blanques peó | d8 blanques alfil · e8 blanques alfil · h8 blanques rei · h7 negres peó · h6 negres rei · f3 blanques peó · h3 negres peó · h2 blanques peó | d8 blanques alfil · e8 blanques alfil · h8 blanques rei · h7 negres peó · h6 negres rei · f3 blanques peó · h3 negres peó · h2 blanques peó | d8 blanques alfil · e8 blanques alfil · h8 blanques rei · h7 negres peó · h6 negres rei · f3 blanques peó · h3 negres peó · h2 blanques peó | d8 blanques alfil · e8 blanques alfil · h8 blanques rei · h7 negres peó · h6 negres rei · f3 blanques peó · h3 negres peó · h2 blanques peó | d8 blanques alfil · e8 blanques alfil · h8 blanques rei · h7 negres peó · h6 negres rei · f3 blanques peó · h3 negres peó · h2 blanques peó | 6 |
| 5 | d8 blanques alfil · e8 blanques alfil · h8 blanques rei · h7 negres peó · h6 negres rei · f3 blanques peó · h3 negres peó · h2 blanques peó | d8 blanques alfil · e8 blanques alfil · h8 blanques rei · h7 negres peó · h6 negres rei · f3 blanques peó · h3 negres peó · h2 blanques peó | d8 blanques alfil · e8 blanques alfil · h8 blanques rei · h7 negres peó · h6 negres rei · f3 blanques peó · h3 negres peó · h2 blanques peó | d8 blanques alfil · e8 blanques alfil · h8 blanques rei · h7 negres peó · h6 negres rei · f3 blanques peó · h3 negres peó · h2 blanques peó | d8 blanques alfil · e8 blanques alfil · h8 blanques rei · h7 negres peó · h6 negres rei · f3 blanques peó · h3 negres peó · h2 blanques peó | d8 blanques alfil · e8 blanques alfil · h8 blanques rei · h7 negres peó · h6 negres rei · f3 blanques peó · h3 negres peó · h2 blanques peó | d8 blanques alfil · e8 blanques alfil · h8 blanques rei · h7 negres peó · h6 negres rei · f3 blanques peó · h3 negres peó · h2 blanques peó | d8 blanques alfil · e8 blanques alfil · h8 blanques rei · h7 negres peó · h6 negres rei · f3 blanques peó · h3 negres peó · h2 blanques peó | 5 |
| 4 | d8 blanques alfil · e8 blanques alfil · h8 blanques rei · h7 negres peó · h6 negres rei · f3 blanques peó · h3 negres peó · h2 blanques peó | d8 blanques alfil · e8 blanques alfil · h8 blanques rei · h7 negres peó · h6 negres rei · f3 blanques peó · h3 negres peó · h2 blanques peó | d8 blanques alfil · e8 blanques alfil · h8 blanques rei · h7 negres peó · h6 negres rei · f3 blanques peó · h3 negres peó · h2 blanques peó | d8 blanques alfil · e8 blanques alfil · h8 blanques rei · h7 negres peó · h6 negres rei · f3 blanques peó · h3 negres peó · h2 blanques peó | d8 blanques alfil · e8 blanques alfil · h8 blanques rei · h7 negres peó · h6 negres rei · f3 blanques peó · h3 negres peó · h2 blanques peó | d8 blanques alfil · e8 blanques alfil · h8 blanques rei · h7 negres peó · h6 negres rei · f3 blanques peó · h3 negres peó · h2 blanques peó | d8 blanques alfil · e8 blanques alfil · h8 blanques rei · h7 negres peó · h6 negres rei · f3 blanques peó · h3 negres peó · h2 blanques peó | d8 blanques alfil · e8 blanques alfil · h8 blanques rei · h7 negres peó · h6 negres rei · f3 blanques peó · h3 negres peó · h2 blanques peó | 4 |
| 3 | d8 blanques alfil · e8 blanques alfil · h8 blanques rei · h7 negres peó · h6 negres rei · f3 blanques peó · h3 negres peó · h2 blanques peó | d8 blanques alfil · e8 blanques alfil · h8 blanques rei · h7 negres peó · h6 negres rei · f3 blanques peó · h3 negres peó · h2 blanques peó | d8 blanques alfil · e8 blanques alfil · h8 blanques rei · h7 negres peó · h6 negres rei · f3 blanques peó · h3 negres peó · h2 blanques peó | d8 blanques alfil · e8 blanques alfil · h8 blanques rei · h7 negres peó · h6 negres rei · f3 blanques peó · h3 negres peó · h2 blanques peó | d8 blanques alfil · e8 blanques alfil · h8 blanques rei · h7 negres peó · h6 negres rei · f3 blanques peó · h3 negres peó · h2 blanques peó | d8 blanques alfil · e8 blanques alfil · h8 blanques rei · h7 negres peó · h6 negres rei · f3 blanques peó · h3 negres peó · h2 blanques peó | d8 blanques alfil · e8 blanques alfil · h8 blanques rei · h7 negres peó · h6 negres rei · f3 blanques peó · h3 negres peó · h2 blanques peó | d8 blanques alfil · e8 blanques alfil · h8 blanques rei · h7 negres peó · h6 negres rei · f3 blanques peó · h3 negres peó · h2 blanques peó | 3 |
| 2 | d8 blanques alfil · e8 blanques alfil · h8 blanques rei · h7 negres peó · h6 negres rei · f3 blanques peó · h3 negres peó · h2 blanques peó | d8 blanques alfil · e8 blanques alfil · h8 blanques rei · h7 negres peó · h6 negres rei · f3 blanques peó · h3 negres peó · h2 blanques peó | d8 blanques alfil · e8 blanques alfil · h8 blanques rei · h7 negres peó · h6 negres rei · f3 blanques peó · h3 negres peó · h2 blanques peó | d8 blanques alfil · e8 blanques alfil · h8 blanques rei · h7 negres peó · h6 negres rei · f3 blanques peó · h3 negres peó · h2 blanques peó | d8 blanques alfil · e8 blanques alfil · h8 blanques rei · h7 negres peó · h6 negres rei · f3 blanques peó · h3 negres peó · h2 blanques peó | d8 blanques alfil · e8 blanques alfil · h8 blanques rei · h7 negres peó · h6 negres rei · f3 blanques peó · h3 negres peó · h2 blanques peó | d8 blanques alfil · e8 blanques alfil · h8 blanques rei · h7 negres peó · h6 negres rei · f3 blanques peó · h3 negres peó · h2 blanques peó | d8 blanques alfil · e8 blanques alfil · h8 blanques rei · h7 negres peó · h6 negres rei · f3 blanques peó · h3 negres peó · h2 blanques peó | 2 |
| 1 | d8 blanques alfil · e8 blanques alfil · h8 blanques rei · h7 negres peó · h6 negres rei · f3 blanques peó · h3 negres peó · h2 blanques peó | d8 blanques alfil · e8 blanques alfil · h8 blanques rei · h7 negres peó · h6 negres rei · f3 blanques peó · h3 negres peó · h2 blanques peó | d8 blanques alfil · e8 blanques alfil · h8 blanques rei · h7 negres peó · h6 negres rei · f3 blanques peó · h3 negres peó · h2 blanques peó | d8 blanques alfil · e8 blanques alfil · h8 blanques rei · h7 negres peó · h6 negres rei · f3 blanques peó · h3 negres peó · h2 blanques peó | d8 blanques alfil · e8 blanques alfil · h8 blanques rei · h7 negres peó · h6 negres rei · f3 blanques peó · h3 negres peó · h2 blanques peó | d8 blanques alfil · e8 blanques alfil · h8 blanques rei · h7 negres peó · h6 negres rei · f3 blanques peó · h3 negres peó · h2 blanques peó | d8 blanques alfil · e8 blanques alfil · h8 blanques rei · h7 negres peó · h6 negres rei · f3 blanques peó · h3 negres peó · h2 blanques peó | d8 blanques alfil · e8 blanques alfil · h8 blanques rei · h7 negres peó · h6 negres rei · f3 blanques peó · h3 negres peó · h2 blanques peó | 1 |
|   | a | b | c | d | e | f | g | h |   |

Anderssen va cridar l'atenció del món dels escacs per primer cop quan el 1842 va publicar l'obra Aufgabe für Schachspieler, una col·lecció de 60 problemes d'escacs.
 Durant molts anys va seguir publicant problemes, tant en revistes com en una segona col·lecció publicada el 1852. Aquest fet va cridar l'atenció del grup Plèiades de Berlín, que estava format per alguns dels millors jugadors d'escacs de l'època, i va jugar algunes partides contra alguns dels seus integrants. El desenvolupament d'Anderssen com a jugador va ser relativament lent, principalment perquè no disposava de temps ni de diners per enfrontar-se a grans jugadors. No obstant això, el 1846 va ser capaç de plantar cara a Tassilo von Heydebrand und der Lasa, membre del grup de les Plèiades de Berlín, el qual havia estat un dels millors jugadors del món del moment. El 1846, a la mort del seu fundador Ludwig Bledow, (una de les Plèiades de Berlín), va esdevenir editor de la revista Schachzeitung der Berliner Schachgesellschaft (posteriorment anomenat Deutsche Schachzeitung). Anderssen va mantenir el càrrec fins al 1865.

### Londres 1851

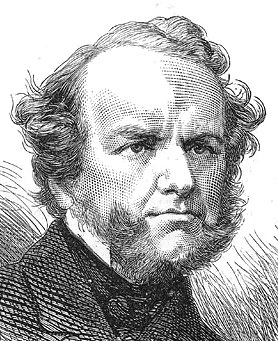
Howard Staunton organitzador del Torneig d'escacs de Londres de 1851.

El 1848 Anderssen va fer taules en una partida amb el jugador professional Daniel Harrwitz. Basant-se en aquesta partida i la seva reputació d'escaquista en general, va ser convidat, com a representant alemany, al Torneig d'escacs de Londres de 1851. Anderssen era reticent a acceptar la invitació, donades les despeses que suposaven el viatge. No obstant això, Howard Staunton, es va oferir-se a pagar-li, de la seva butxaca, les despeses del viatge a Anderssen en cas que aquest no guanyes cap premi al torneig. Anderssen va acceptar la seva generosa oferta.
Els preparatius d'Anderssen per al torneig, va fer que el seu nivell de joc millorés. A principis de 1851, va disputar més de 100 partides contra bons oponents com ara Carl Mayet, Ernst Falkbeer, Max Lange i Jean Dufresne. El torneig es va disputar per eliminació directa, en el qual les parelles de competidors disputaven partides curtes, i Anderssen el va guanyar superant Lionel Kieseritzky, József Szén, Howard Staunton i Marmaduke Wyvill, per un marge mínim de dues partides en cada cas. El seu premi va ser de dues terceres parts del premi total de 500 £, és a dir 335 £, l'equivalent a 240,000 £ de l'any 2006. Quan Anderssen i Szén es van haver d'enfrontar, van acordar que si qualsevol dels dos guanyava el torneig, l'altre rebria una tercera part del premi, cosa que sembla que no va ser considerada poc ètica.
Encara que la majoria de llibres d'escacs consideren a Wilhelm Steinitz com primer campió del món autèntic, un dels organitzadors del torneig de Londres de 1851, havia dit que el torneig era pel "ceptre del Campió del Món d'escacs ". De fet Anderssen no va ser descrit com "el campió del món", però el torneig va convertir Anderssen com a jugador d'escacs més important del món, que en aquella època tenia el mateix significat. El Club d'Escacs de Londres, que estava barallat amb Staunton i els seus col·legues, va un organitzar un torneig un mes després en el qual van participar diversos jugadors que havien participat en el torneig internacional. El resultat va ser el mateix, va guanyar Anderssen.

### Morphy, 1858

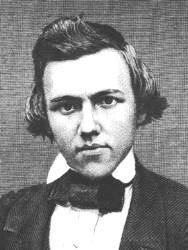
Paul Morphy.

Les oportunitats per disputar torneigs eren poques, i a més a més Anderssen era reticent a viatjar lluny a causa de les despeses. En el seu únic torneig registrat entre 1851 i 1862, un torneig per eliminació celebrat a Manchester el 1857, va ser eliminat en segona ronda. Posteriorment, a finals de 1858, va ser derrotat per 8-3 (dues victòries, dos empats i set derrotes) pel campió americà Paul Morphy en un famós enfrontament celebrat a París. Malgrat que Anderssen sabia millor que ningú com atacar, Morphy va entendre millor quan i com preparar un atac. Morphy s'havia apuntat recentment victòries convincents davant d'altres jugadors de primera categoria com ara Johann Löwenthal, el reverend John Owen i Daniel Harrwitz. No obstant això, Morphy va retornar als Estats Units l'any 1859 i poc després va anunciar la seva retirada dels escacs de primera categoria. Per tant, Anderssen va tornar a ser el jugador més fort en actiu.
Anderssen va començar amb el curiós moviment d'obertura 1.a3 en tres de les partides del seu enfrontament amb Morphy, amb els resultat d'una victòria, un empat i una derrota. Aquest moviment d'obertura, actualment conegut amb el nom d'Obertura Anderssen, mai ha estat popular en competicions d'alt nivell.

### Altres resultats 1851-1862
Poc després del Torneig Internacional de Londres de 1851, Anderssen va jugar les seves dues partides més famoses, les quals va guanyar amb combinacions que implicaven diversos sacrificis. En la primera, jugada contra Lionel Kieseritzky a Londres tot just després del torneig de 1851 i anomenada "La Immortal", va jugar amb les negres, però iniciant la partida, i va sacrificar l'alfil, dues torres i finalment la seva dama. A la segona d'aquestes partides, que va jugar amb les blanques a Berlín el 1852 contra Jean Dufresne i va ser anomenada "la Sempre viva", el sacrifici total va ser més modest, però també va sacrificar la dama i una peça menor.
Després de l'enfrontament amb Morphy, Anderssen va jugar dues partides contra Ignác Kolisch, un jugador del "top cinc" que posteriorment va esdevenir un ric banquer i mecenes dels escacs. Anderssen va guanyar l'enfrontament per un estret marge (quatre victòries, dos empats i tres derrotes).

### Londres 1862
Anderssen va guanyar el Torneig d'escacs de Londres de 1862, el primer torneig international pel sistema de tots contra tots, amb un resultat de dotze victòries sobre tretze partides. Només va perdre un enfrontament amb el reverend John Owen i va acabar dos punts per davant de Louis Paulsen, que havia tingut el millor rècord de partides guanyades de principis de la dècada de 1860. Per aquelles dates, Morphy s'havia retirat de la competició, per tant Anderssen va ser generalment considerat de nou el millor jugador del món en actiu.
Entre 1862 i 1866, Anderssen només va trobar un rival competitiu, Berthold Suhle, el qual era un gran jugador i un escriptor respectat. El seu enfrontament del 1864, va acabar en empat (tres victòries, tres derrotes i dos empats).

### Steinitz, 1866

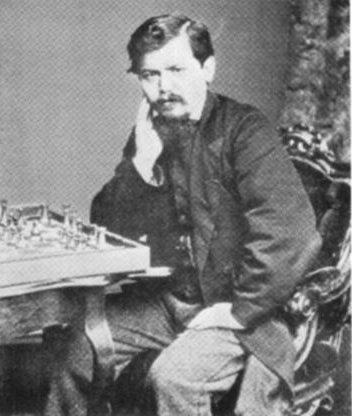
Wilhelm Steinitz el 1866

El 1866 Anderssen va perdre un enfrontament disputat amb el jove de 30 anys Wilhelm Steinitz (sis victòries, vuit derrotes i cap empat; Steinitz va guanyar els dos últims punts). Tot i que Steinitz és conegut actualment per inventar l'aproximació posicional i demostrar la seva superioritat, la partida del 1866 es va jugar a l'estil d'atac a ultrança típic de les dècades de 1850 i 1860. Generalment aquest moment és considerat com el punt en què Steinitz va succeir Anderssen com a millor jugador del món en actiu. Encara que la idea d'una competició per al campionat del món havia estat en l'aire al voltant des de la dècada de 1840s, la partida Anderssen-Steinitz del 1866 no es va qualificar com a disputa pel campionat del món i ningú no va gosar fer tal afirmació mentre Morphy fos viu i Anderssen seguís dominant tant els grans torneigs, com els enfrontament personals amb Zukertort, fins al 1871.

### 1866-1879
En aquestes dates, el torneigs van esdevenir més freqüents i l'adopció general del format de tots contra tots va suposar que la pèrdua ocasional d'un enfrontament no suposés un desastre. Al mateix temps, Anderssen, després d'haver perdut els matxs contra Morphy el 1858 i contra Steinitz el 1866, va tornar a dedicar-se a l'estudi del joc, particularment en els camps dels finals i el joc posicional. Va treure avantatge d'aquesta evolució per col·leccionar un molt satisfactori rècord de torneigs en els últims anys de la seva carrera (que va iniciar amb 50 anys): cinc primers llocs, dos segons llocs, dos tercers llocs i un sisè lloc en el seu últim any de vida, quan la seva salut era delicada. Un dels seus primers llocs, va ser per davant de Steinitz, Gustav Neumann, Joseph Henry Blackburne, Louis Paulsen i altres grans jugadors al Torneig d'escacs de Baden-Baden de 1870. Aquest fou considerat fins al 1990 com un dels vint millors torneigs de la història, fins i tot malgrat la proliferació de "super torneigs". Un dels tercers llocs d'Anderssen va ser al Torneig d'escacs de Viena de 1873, quan tenia 55 anys. Al voltant de la meitat dels èxits obtinguts per Anderssen en torneigs va tenir lloc en els campionats de les diferents Federacions d'Escacs Alemanyes regionals. Tot i que aquestes estaven obertes a totes les nacionalitats, la majoria comptaven amb la partició de pocs competidors del "top deu" o "top cinc". Anderssen generalment guanyava Zukertort en els seus enfrontaments, però aquest domini va arribar a la seva fi el 1871.
El Torneig de Leipzig de 1877, en el qual Anderssen va quedar segon per darrere de Louis Paulsen, va ser organitzat per commemorar el 50è aniversari de l'aprenentatge d'Anderssen dels moviments d'escacs. La iniciativa va sorgir de la Federació Central d'Escacs Alemanya. És l'únic torneig mai organitzat per commemorar un competidor.
De nou a Leipzig, Anderssen va perdre un enfrontament amb el guanyador del torneig Louis Paulsen (tres victòries, un empat i cinc derrotes). Els matxs eren la debilitat d'Anderssen. L'únic enfrontament que va guanyar en aquest període va ser el 1868, enfront del jove de 26 anys Johann Zukertort (vuit victòries, un empat i tres derrotes).

## Valoració

### Força de joc i estil

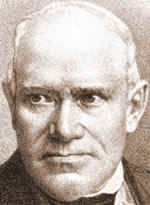
Adolf Anderssen

Anderssen va tenir molt d'èxit en els torneigs europeus entre 1851 i principis de 1878, i va obtenir el primer premi en més de la meitat dels esdeveniments en els quals va participar. El seu únic fracàs registrat en un torneig va ser l'any 1857 i el sisè lloc de París l'any 1878, quan la seva salut era delicada i li quedava un any de vida. El seu resultat en el torneig va ser molt pobre. De 12 partides només en va guanyar dues, en va empatar quatre i en va perdre sis, però per ser justos, cal tenir en compte que una derrota va ser davant de Paul Morphy, el qual havia aniquilat altres grans jugadors com a mínim amb igual claredat. Anderssen va presentar dures batalles a Wilhelm Steinitz, cosa que ningú no va fer fins que Emanuel Lasker va vèncer Steinitz el 1894. Daniel Harrwitz (amb el qual va empatar el 1848) va ser el més feble dels seus altres oponents.
Árpád Élő, inventor del Sistema de puntuació Elo, va calcular les puntuacions retroactivament al llarg de la història, i va estimar que Anderssen va ser el primer jugador a superar la puntuació de 2600. Chessmetrics situa Anderssen com un dels cinc primers jugadors durant gran part del període compres entre l'any 1851 i poc abans de la seva mort l'any 1879.
Steinitz, que deia el que pensava sense por ni favoritisme, situava Anderssen com un dels dos millors jugadors d'atac del seu temps: "Tots nosaltres hem d'aprendre de Morphy i Anderssen com dur a terme un atac al rei, i potser jo mateix no n'he après prou." Encara que Anderssen és considerat membre de l'escola "heròica" d'atac, no estava a favor d'atacar sense sentit. En aquest sentit, va dir: "Mou, de les teves peces, la que tinguis en pitjor situació, llevat que puguis assegurar-te un avantatge immediat a través d'un atac", un principi que més recentment s'ha anomenat "regla de Makogonov". No obstant això, el seu enfocament del desenvolupament va ser casual i va fracassar totalment en tractar d'entendre perquè havia guanyat Morphy.
La ciutat on residia Anderssen estava tant orgullosa d'ell, que el 1865 la Universitat de Wrocław li va atorgar el reconeixement de doctor honoris causa.

### Influència en els escacs
L'escola de joc d'atac "heroic", a la qual pertanyia Anderssen, va ser eclipsada per l'aproximació posicional de Steinitz. Vers 1894, es reconeixia de manera generalitzada que l'unica manera de vèncer Steinitz, era aplicar els principis de Steinitz.
Anderssen ha tingut una major influència en la composició de problemes d'escacs. Va començar a compondre en els últims anys de la "vella escola", les composicions de la qual eren bastant similars a les posicions reals sobre el tauler i representaven moviments "clau" espectaculars, diversos sacrificis i algunes variants. Va ser un dels compositors més hàbils del seu temps. La seva obra constitueix una primera etapa del "Període de Transició", entre mitjans de la dècada de 1840 i principis de la dècada de 1860, quan moltes de les idees de fons sobre problemes van ser descobertes, requisits com ara la necessitat que fossin posicions semblants a les de partides reals, van ser abandonats i es van introduir els concursos de composició (el primer d'ells va ser el 1854), que van obligar els jutges a decidir sobre quines característiques eren les més desitjables en un problema.
Fora del camp dels problemes d'escacs, Anderssen no va ser un autor prolífic. No obstant això, va editar la revista Schachzeitung der Berliner Schachgesellschaft (posteriorment anomenat Deutsche Schachzeitung) entre 1846 i 1865. Va ser co-editor, juntament amb Gustav Neumann, de Neue Berliner Schachzeitung del 1864 al 1867.

### Personalitat
Steinitz va escriure: "Anderssen era honest i honorable fins al moll de l'os. Sense por donava sense embuts la seva opinió, i el seu sincer desinterès es va fer tant patent.... que només la seva paraula era suficient per sufocar les disputes... en les quals sovint decidia a favor d'un rival..." D'altra banda, Reuben Fine va escriure, "Hi ha un curiós contrast entre la seva esplendor sobre el tauler i la seva actitud sense inspiració en els assumptes quotidians."

## Mort
Adolf Anderssen va morir el 13 de març de 1879 a la seva residència. El Deutsche Schachzeitung va destacar la seva mort amb un obituari de dinou pàgines. Els bombardeigs de la Segona Guerra Mundial van malmetre la seva tomba a Breslau. Després de la guerra, la ciutat va esdevenir part de Polònia i actualment és coneguda amb nom polonès de Wrocław. El 1957, la Federació polonesa d'escacs va decidir tornar a enterrar Anderssen en una nova tomba al cementiri d'Osobowicki.

## Partides destacades
- Adolf Anderssen vs Lionel Kieseritsky, 1851, gambit de rei acceptat, gambit d'alfil, contragambit Bryan (C33), 1-0. La Partida Immortal. Anderssen sacrifica la dama i les dues torres per assolir la victòria.
- Adolf Anderssen vs Jean Dufresne, Berin 1852, obertura italiana, gambit Evans, defensa Pierce (C52), 1-0, la Sempreviva - una altra partida curta plena de sacrificis i que acaba amb un bonic escac i mat amb la parella d'alfils.
- Adolf Anderssen vs Paul Morphy, Matx, París 1858 - obertura Anderssen. Anderssen venç Morphy després de començar amb 1. a3
- Adolf Anderssen vs Johannes Zukertort, Barmen 1869, obertura italiana, gambit Evans, variant Paulsen (C51), 1-0. Les negres abandonen sense permetre Anderssen d'acabar la combinació: 29. Dxh7+ Rxh7 30. f6+ Rg8 31. Ah7+ Rxh7 32. g8D+ Txg8 33. Th3#

## Resultats en torneigs
Fonts:
| Data | Torneig                                             | Posició | Marcador      | Notes |
| ---- | --------------------------------------------------- | ------- | ------------- | --- |
| 1851 | Torneig internacional de Londres de 1851            | 1       | 15/21         | Davant de Marmaduke Wyvill, Elijah Williams, Howard Staunton, József Szén, Hugh Alexander Kennedy, Bernhard Horwitz, Henry Edward Bird, Lionel Kieseritzky, Carl Mayet, Johann Löwenthal, Edward Löwe, Alfred Brodie, James Mucklow, Samuel Newham, i E.S. Kennedy. Un torneig per rondes d'eliminació directa, en el qual s'anava incrementant la durada de cada sèrie des del millor de 3 partides de la primera ronda al millor de 8 partides de la final. Anderssen va derrotar Kieseritzky, Szen, Staunton i Wyvill. El seu enfrontament més disputat va ser a la final amb Wyvill, amb el resultat de +4=1-2 (quatre victòries, un empat i dues derrotes). |
| 1851 | Torneig del Club d'escacs de Londres                | 1       | 7½/8          | Va quedar per davant de Karl Meyerhofer, Daniel Harrwitz, Frederic Deacon, Kieseritzky, Horwitz, Szabo, Löwe i Ehrmann. Pel que sembla havia de ser un torneig pel sistema de tots contra tots, però els jugadors més febles ràpidament anaren abandonant. |
| 1857 | Manchester (Campionat d'escacs de la Gran Bretanya) | -       | 1/2           | Torneig de vuit jugadors en la modalitat per eliminació directa, en el qual els participants només van jugar una partida a cada ronda. Anderssen va derrota Harrwitz a la primera ronda, i va perdre amb Löwenthal a la segona ronda. Löwenthal va empatar la final contra Samuel Boden, que després es va retirar. |
| 1862 | Torneig d'escacs de Londres de 1862                 | 1       | 12/13         | Va ser primer per davant de Louis Paulsen, (11/13), John Owen (10/13), George Alcock MacDonnell, Serafino Dubois, Wilhelm Steinitz i vuit jugadors més. Un dels seus primers èxits en torneigs en format de tots contra tots. |
| 1868 | Aquisgrà (Campionat d'escacs d'Alemanya)            | 1=      | 3/4 then 0/1  | Anderssen i Max Lange van empatar al primer lloc. L'ordre després del playoff fou (1) Lange, (2) Anderssen; ambdós van quedar per davant de Wilfried Paulsen, Johannes Zukertort, i Emil Schallopp. |
| 1869 | Hamburg (Campionat d'escacs d'Alemanya)             | 1=      | 4/5 then 1½/2 | Anderssen i Louis Paulsen van empatar al primer lloc, tot i que Anderssen va quedar per davant de Paulsen en el playoff. Ambdós quedaren per davant de Zukertort, Johannes von Minckwitz, Schallopp, i Alexander Alexander. |
| 1869 | Barmen (Campionat d'escacs d'Alemanya)              | 1       | 5/5           | Va quedar per davant de Zukertort, von Minckwitz, Schallopp, Wilfried Paulsen i Richard Hein. |
| 1870 | Torneig d'escacs de Baden-Baden de 1870             | 1       | 11/18         | Va quedar per davant de Steinitz, Gustav Neumann, Joseph Henry Blackburne, Louis Paulsen, Cecil Valentine De Vere, Szymon Winawer, Samuel Rosenthal, von Minckwitz i Adolf Stern. |
| 1871 | Krefeld (Campionat d'escacs d'Alemanya)             | 1=      | 4/5 then 1/2  | Anderssen, von Minckwitz, i Louis Paulsen van empatar al primer lloc. L'ordre després del playoff fou (1) Paulsen, (2) Anderssen, (3) Minckwitz, tots ells per davant de Karl Pitschel, Carl Göring, i Wilfried Paulsen. |
| 1871 | Leipzig (Campionat d'escacs d'Alemanya)             | 1=      | 4½/5 then 1/1 | Anderssen i Samuel Mieses van empatar al primer lloc. Després Anderssen va guanyar el playoff. |
| 1872 | Altona (Campionat d'escacs d'Alemanya)              | 1       | 3½/4          | Va quedar per davant de Neumann, Göring, Schallopp i Pitschel. |
| 1873 | Torneig d'escacs de Viena de 1873                   | 3       | 8½/11: 19/30  | Per darrere d'Steinitz (10/11: 22½/25) i Blackburne, i per davant de Rosenthal (7½/11: 17/28), Louis Paulsen, Henry Edward Bird, Max Fleissig, Josef Heral, Philipp Meitner, Oscar Gelbfuhs, Adolf Schwarz i Pitschel. Aquest torneig va utilitzar un sistema de puntuació poc habitual. Cada jugador s'enfrontava amb tots els altres en un minimatx al millor de tres partides. Cada victòria en un minimatx valia un punt i mig punt l'empat. Els números abans dels dos punts (:) són els punts obtinguts; els altres dos números és el marcador habitual de "partides guanyades / partides jugades".                                                        |
| 1876 | Leipzig (Campionat d'escacs d'Alemanya)             | 1=      | 3½/5 then 2/2 | Anderssen, Goering i Pitschel va empatar al primer lloc; l'ordre després del playoff va ser (1) Anderssen, (2=) Goering i Pitschel, tots ells per davant de Louis Paulsen, Schallopp i Carl Berber. |
| 1877 | Leipzig (Campionat d'escacs d'Alemanya)             | 2=      | 8½/11         | Per darrere de Louis Paulsen (9/11) i empatat amb Zukertort (8½/11). Per davant de Winawer (7½/11), Goering, Berthold Englisch, Schallopp i altres 5. Aquest torneig va ser especialment organitzat per commemorar els 50 anys que feia que Anderssen havia après els moviments dels escacs. |
| 1878 | Frankfurt (Campionat d'escacs d'Alemanya)           | 3       | 6/9           | Per darrere de Louis Paulsen (8/9) i Adolf Schwarz (6½/9). Per davant de von Minckwitz (5/9), Wilfried Paulsen (4½/9) i altres 5. |
| 1878 | Torneig d'escacs de París de 1878                   | 6       | 12½/22        | Anderssen estava delicat de salut. El torneig el van guanyar Winawer i Zukertort. |

## Resultats d'enfrontaments
Fonts:
| Data      | Rival                               | Resultat | Lloc        | Marcador | Marcador | Notes                                                                              |
| --------- | ----------------------------------- | -------- | ----------- | -------- | -------- | ---------------------------------------------------------------------------------- |
| 1845      | Ludwig Bledow                       | Derrota  | Breslau     | ½/5      | +0=1–4   | El resultat varia segons la font.                                                  |
| 1845-1846 | Tassilo von Heydebrand und der Lasa | Derrota  | Breslau     | 2/6      | +2=0–4   |                                                                                    |
| 1848      | Daniel Harrwitz                     | Empat    | Breslau     | 5/10     | +5=0–5   |                                                                                    |
| 1851      | Tassilo von Heydebrand und der Lasa | Derrota  | Breslau     | 5/15     | +?=?–?   |                                                                                    |
| 1851      | Karl Pitschel                       | Empat    | Leipzig     | 2/4      | +1=2–1   |                                                                                    |
| 1851      | Jean Dufresne                       | Victòria | Berlín      | 13/18    | +12=2–4  |                                                                                    |
| 1851      | Ernst Falkbeer                      | Victòria | Berlín      | 4/5      | +4=0–1   |                                                                                    |
| 1851      | Carl Mayet                          | Victòria | Berlín      | 4/4      | +4=0–0   |                                                                                    |
| 1851      | Eduard Jenay                        | Victòria | Londres     | 4½/8     | +?=?–?   | Partides informals                                                                 |
| 1851      | Lionel Kieseritzky                  | Derrota  | Londres     | 6/16     | +5=2–9   | Partides informals                                                                 |
| 1851      | Johann Löwenthal                    | Victòria | Londres     | 5½/8     | +5=1–2   | Partides informals                                                                 |
| 1858      | Daniel Harrwitz                     | Victòria | París       | 4/6      | +3=2–1   | Les fonts donen també resultats per separat: +3=3–1 i +2=2–1                       |
| 1858      | Paul Morphy                         | Derrota  | París       | 3/11     | +2=2–7   |                                                                                    |
| 1858      | Paul Morphy                         | Derrota  | París       | 1/6      | +1=0–5   | Partides informals                                                                 |
| 1859      | Max Lange                           | Derrota  | Breslau     | 3½/8     | +3=1–4   | Partides informals                                                                 |
| 1859      | Carl Mayet                          | Victòria | Berlín      | 7/8      | +7=0–1   |                                                                                    |
| 1859      | Jean Dufresne                       | Victòria | Berlín      | 4/4      | +4=0–0   |                                                                                    |
| 1859      | Berthold Suhle                      | Victòria | Berlín      | 31/48    | +27=8–13 | Partides informals                                                                 |
| 1860      | Philipp Hirschfeld                  | Victòria | Berlín      | 16½/29   | +14=5–10 |                                                                                    |
| 1860      | Ignatz von Kolisch                  | Empat    | París       | 5½/11    | +5=1–5   |                                                                                    |
| 1860      | Paul Journoud                       | Victòria | París       | 3½/5     | +3=1–1   |                                                                                    |
| 1860      | Jules Arnous de Rivière             | Empat    | París       | 2½/5     | +2=1–2   |                                                                                    |
| 1861      | Ignatz von Kolisch                  | Victòria | Londres     | 5/9      | +4=2–3   |                                                                                    |
| 1861      | Johann Löwenthal                    | Victòria | Londres     | 2/3      | +2=0–1   | Partides informals                                                                 |
| 1862      | Louis Paulsen                       | Empat    | Londres     | 4/8      | +3=2–3   |                                                                                    |
| 1862      | Wilhelm Steinitz                    | Victòria | Londres     | 2/3      | +2=0–1   | Partides informals                                                                 |
| 1864      | Berthold Suhle                      | Empat    | Berlín      | 4/8      | +3=2–3   |                                                                                    |
| 1865      | Carl Mayet                          | Victòria | Berlín      | 5½/8     | +5=1–2   |                                                                                    |
| 1866      | Johannes Minckwitz                  | Victòria | Berlín      | 8½/12    | +8=1–3   |                                                                                    |
| 1866      | Gustav Neumann                      | Derrota  | Berlín      | 10/24    | +9=2–13  |                                                                                    |
| 1866      | Wilhelm Steinitz                    | Derrota  | Londres     | 6/14     | +6=0–8   | Com a resultat, Steinitz va ser àmpliament reconegut com a millor jugador del món. |
| 1867      | Samuel Mieses                       | Victòria | Breslau     | 4½/5     | +4=1–0   |                                                                                    |
| 1868      | Johannes Zukertort                  | Victòria | Berlín      | 8½/12    | +8=1–3   |                                                                                    |
| 1870      | Louis Paulsen                       | Derrota  | Baden-Baden | ½/3      | +0=1–2   |                                                                                    |
| 1871      | Johannes Zukertort                  | Derrota  | Berlín      | 2/7      | +2=0–5   |                                                                                    |
| 1876      | Louis Paulsen                       | Derrota  | Leipzig     | 4½/10    | +4=1–5   |                                                                                    |
| 1877      | Louis Paulsen                       | Derrota  | Leipzig     | 3½/9     | +3=1–5   |                                                                                    |